# Egaleo
Egaleo (griechisch Αιγάλεω (n. sg.), auch Aegaleo) ist eine industriell geprägte Stadtgemeinde im Westen Athens, ein Vorort Athens.

## Lage und Geschichte
Egaleo liegt westlich des Flusses Kifisos und im Südosten des Bergs Egaleo, unmittelbar angrenzend an die Innenstadt von Athen und nur ca. 6 km von der Akropolis entfernt.
Die Stadt erstreckt sich auf beiden Seiten der antiken „Heiligen Straße“ (griechisch Ιερά Οδός) von Athen nach Eleusis. An dem Ort Gephyra (Gephyreis), wo die „Heilige Straße“ auf einer Brücke den Kifisos überquert, sollen die Reisenden vulgär beschimpft und verspottet worden sein.
Egaleo wurde nach dem gleichnamigen Berg benannt, von dem der Perserkönig Xerxes I. bei der Schlacht von Salamis die Vernichtung seiner Flotte verfolgt hat.
Das Gebiet wurde erstmals 1922 nach der kleinasiatischen Katastrophe von Flüchtlingen besiedelt. Die umliegenden Siedlungen schlossen sich 1934 unter dem Namen „Nees Kidonies“ zusammen, bis 1941 die Stadtgemeinde Egaleo entstand.

## Wirtschaft und Verkehr
Egaleo ist Endpunkt der Linie 3 („Blaue Linie“) der Metro.
In der Stadt kreuzen sich wichtige Straßen, die dem Nah- und Fernverkehr dienen:
- Die Autobahn 8 (GR-A8), die Athen mit der Hafenstadt Patras verbindet;
- Über den Kifisos-Boulevard (Λεοφόρος Κηφισόυ) verläuft die Nationalstraße 1, die nördlich von Egaleo in die Autobahn 1 GR-A1 übergeht und die Attiki Odos (Αττική Οδός ‚Attische Straße‘ Autobahn 6, GR-A6) kreuzt.
- Die Autobahn 65 (GR-A65), auch „Egaleo-Ring“ genannt, verläuft dagegen auf der anderen (westlichen) Seite des Berges Egaleo, nach dem sie benannt ist. Sie bildet eine Querspange zur Attiki Odos.

Der Umgang mit Verkehrsstaus war während der letzten Jahrzehnte eines der größten Probleme der Stadt.
Etwa ein Viertel des Gemeindegebietes ist Industriegebiet, hauptsächlich im Osten im Bereich des Flusses Kifisos.

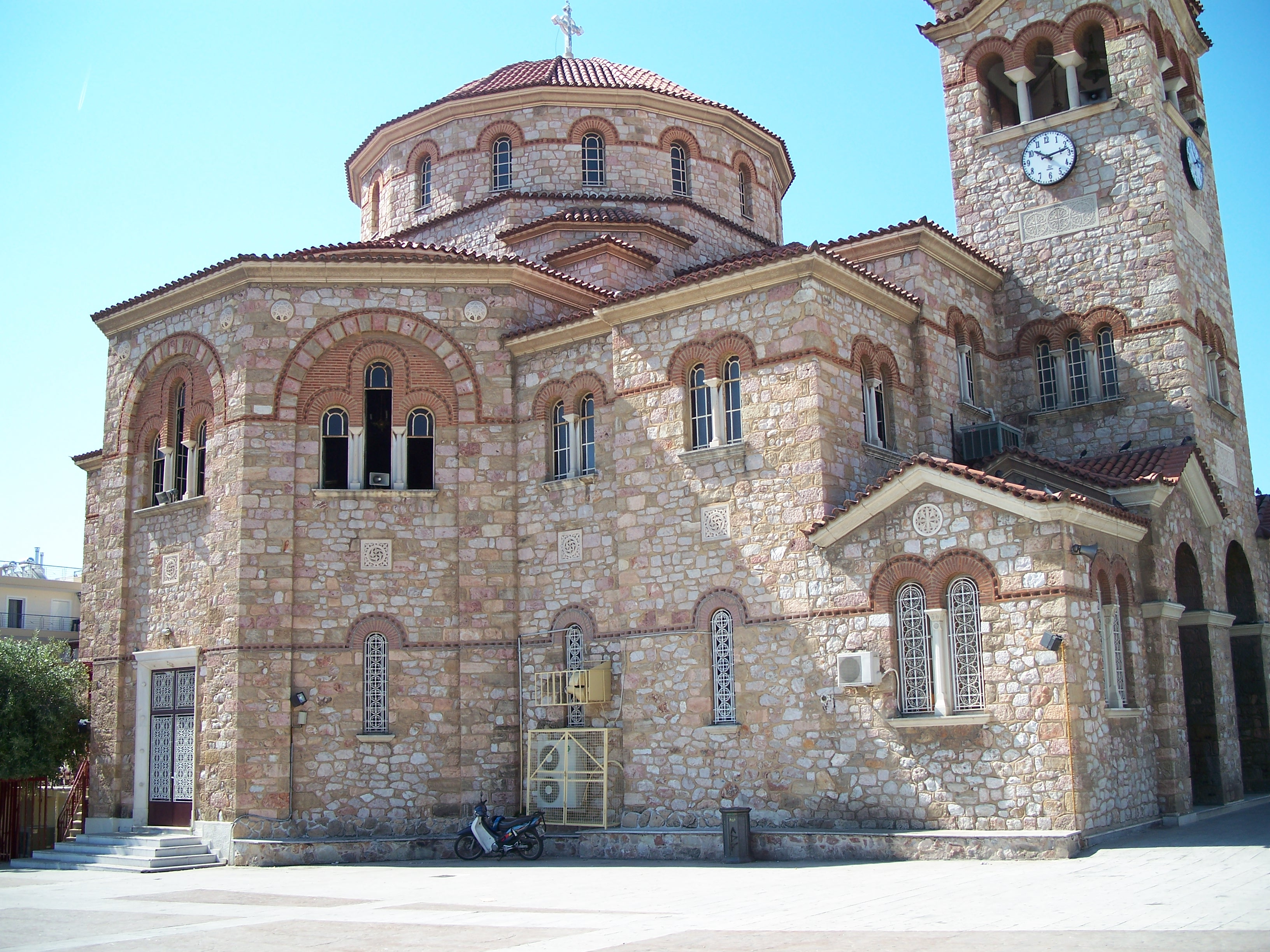
Estavromenos-Kirche Egaleo

Die meisten Einwohner sind Arbeiter.

## Ortsteile
- Kato Egaleo
- Neo Egaleo

## Entwicklung

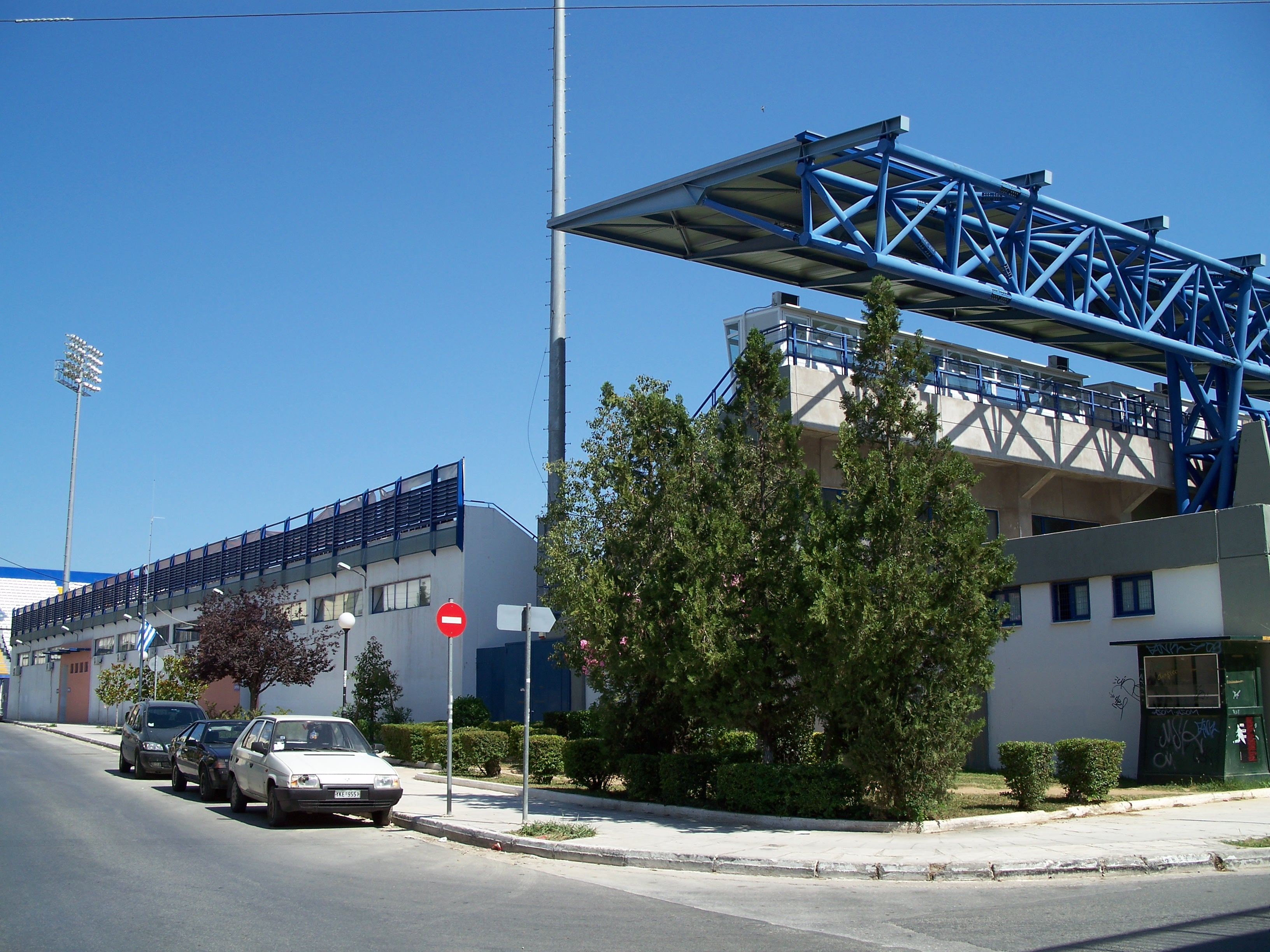
Stadion des Egaleo AO

| Jahr | Einwohner | Veränderung      | Dichte        |
| ---- | --------- | ---------------- | ------------- |
| 1981 | 81.906    | -                | 12.698,60/km² |
| 1991 | 78.563    | −3.343 / −4,08 % | 12.180,31/km² |
| 2001 | 74.046    | −4.517 / −5,75 % | 11.480,00/km² |

## Kultur und Sport
Egaleo verfügt über ein kommunales Theater „Alexis Minotis“, ein Kulturzentrum „Giannis Ritsos“, eine Stadtbibliothek und einen Park mit Erholungs- und Sportflächen.
Die Lokalzeitung trägt den Namen der Stadt, Egaleo.
Der örtliche Sportverein ist der Egaleo AO; er spielt in der zweiten griechischen Fußballliga und nach mehreren Spielzeiten in der A1 Ethniki in der zweiten Basketballliga A2 Ethniki.

## Persönlichkeiten
- Rita Abatzi (* 1914 in Smyrna (heute Izmir, Türkei); † 17. Juni 1969), griechische Musikerin
- Keti Garbi (* 1963), griechische Sängerin
- George Zampetas, griechischer Musiker
- Sophia Strati, griechische Sängerin

## Partnerstadt
- Reggio Calabria, Italien